# Histoire de la constitution romaine
 (mai 2012).
 (mai 2012).
La constitution romaine évolue continuellement au fil des ans. En 509 av. J.-C., la Royauté laisse place à République, qui est elle-même remplacée en 27 av. J.-C. par l'Empire. Enfin, vers 300, un dernier changement majeur intervient lors du Bas-Empire. Ces quatre périodes constituent quatre étapes dans l’évolution de la constitution romaine principale. Néanmoins, les vrais changements sont plus graduels. Cette constitution fonctionne au gré de ses modifications pendant près de mille ans et servira de modèle pour les constitutions modernes.

## Histoire de la constitution de la Monarchie
La constitution de la Monarchie romaine investit le roi du pouvoir souverain. Il existe deux contrôles rudimentaires sur ce pouvoir qui prennent la forme d’un conseil d’anciens (le Sénat) et d’une assemblée populaire (les comices curiates).
Les premiers Romains sont organisés en divisions héréditaires appelées gens ou « clans ». Pendant longtemps, ce genre de divisions est familier de la majorité des Indo-Européens. Chaque clan se compose d’un agrégat de famille vivant sous la tutelle d’un patriarche, appelé patre (mot latin pour « père »). Les plus simples des communautés indo-européennes se composent d’un petit nombre de clans. Ces communautés, connues sous le nom de pagi, se regroupent autour d’un point fortifié appelé arx. Chaque pagi est soit purement démocratique, soit purement aristocratique. Bien avant la date traditionnelle de la fondation de Rome, un groupe de pagi s’est fondu en une confédération, la ville d’Albe la Longue (Alba Longa) constituant son point de rassemblement. Néanmoins, après un certain temps, le siège de cette confédération se déplace à Rome.

### Débuts de la Monarchie
La monarchie peut être divisée en deux périodes. La première voit le règne des quatre premiers rois légendaires, mettant sur pied les fondations des institutions politiques et religieuses de la ville. La ville est organisée en curies, le Sénat et les comices deviennent officiels.
Les premiers Romains sont divisés en trois groupes ethniques. Les familles appartenant à l’un de ces trois groupes constituent les premières familles patriciennes. Afin d’organiser la ville, ces familles patriciennes l’ont divisée en unités appelées curies.
Quelques-uns des clans s’autogouvernent de façon démocratique, chaque membre possédant le droit de vote. D’autres s’autogouvernent de façon aristocratique, organisés autour d’un conseil d’anciens. Quand ces clans ont fusionné pour donner naissance à une plus large communauté, les deux méthodes ont été conservées pour gouverner. Les premiers Romains s’expriment démocratiquement au travers d’une comitia (« assemblée » ou « comice »). Les deux principales assemblées formées sont connues sous les noms de comices curiates et de comices calates. Les comices sont l’incarnation des tendances démocratiques des premiers clans. Pour mieux respecter la forme de démocratie directe utilisée par les clans confédérés, les deux comices sont organisées de façon à refléter au mieux les divisions ethniques de la ville. Les comices sont donc organisées par curies. L’équivalent aristocratique des assemblées prend la forme d’un conseil des anciens municipal, conseil qui deviendra le Sénat.
Le peuple et les anciens ont reconnu la nécessité d’avoir un dirigeant politique unique, appelé le rex. Le peuple élit le roi tandis que les anciens le conseillent.

### Monarchie tardive
La deuxième période, plus riche en évènements que la première, voit le règne des trois derniers rois légendaires. Ces trois rois étrusques entament une politique de conquête. Sans se pencher en détail sur le degré de véracité de ces légendes, il est très probable que de telles conquêtes aient bien eu lieu à la fin de la monarchie. Il devient alors nécessaire de déterminer ce qui doit être fait des peuples conquis. Le plus souvent, les habitants des villes conquises y demeurent. Leur vie quotidienne et leur système de gouvernement restent les mêmes, mais leurs villes perdent leur indépendance vis-à-vis de Rome. Néanmoins, un certain nombre vient à Rome. Pour acquérir un statut économique viable et légal, les nouveaux arrivants doivent accepter une dépendance envers une famille patricienne ou envers le roi (qui est lui-même un patricien) ; ils deviennent alors clients d’une famille patricienne. En fin de compte, ceux qui s’étaient attachés au roi sont libérés de leur dépendance. Ces derniers constituent alors les premiers plébéiens. À cette époque, seuls les patriciens servent dans l’armée. Pour faire venir ces plébéiens dans l’armée, les patriciens ont dû faire des concessions, dont on ne connaît pas exactement la nature. Tous ces éléments qui se mettent en place conduiront au conflit des ordres.
Pour faire revenir les plébéiens dans l’armée, le roi Servius Tullius abolit l’ancien système qui organisait les armées sur la base des curies et le remplace par un système basé sur la propriété terrienne. Suivant la réorganisation de Servius Tullius, de nouvelles unités sont créées. L’armée est divisée en centuries (centuriae). De futures réorganisations seront plus efficaces en se basant sur les tribus. Les centuries se rassemblent dans une nouvelle assemblée appelée comices centuriates (comitia centuriata). À sa création, cette assemblée ne dispose d’aucun pouvoir politique ou législatif. Elle est simplement utilisée comme point de réunion de l’armée.

### Fin de la Monarchie
Le règne des quatre premiers rois se distingue du règne des trois rois précédents. Les premiers rois sont élus mais entre le règne des quatre premiers et celui des trois suivants, la monarchie devient héréditaire. Le fait que l’auspicia ne revient plus au Sénat entre la mort d’un roi et l’accession au trône de son successeur constitue une sérieuse atteinte à l’autorité du Sénat et l’empêche de faire élire le roi de son choix. C’est cette atteinte à la souveraineté du Sénat, plutôt qu’une tyrannie intolérable, qui pousse les patriciens a chasser le dernier roi.

## Histoire de la constitution de la République
L’histoire de la constitution de la République romaine peut se diviser en cinq phases. La première phase commence avec la fin de la Monarchie en 509 av. J.-C. alors que la dernière phase se finit en 27 av. J.-C. avec l’effondrement de la République. Durant toute son histoire, l’évolution de la constitution se fait au rythme des conflits opposant l’aristocratie aux citoyens ordinaires.

### Ère patricienne (509-367av. J.-C.)
Selon la légende, le dernier roi a été banni en 509 av. J.-C. Bien que cet épisode ne soit qu’une légende que les Romains ont créée pour expliquer leur passé, il est probable que Rome ait été dirigé par des rois. Cette monarchie historique, comme le suggère la légende, a probablement été très vite remplacée.

#### Magistrats de l'exécutif
Les changements dans la constitution après la révolution ne sont peut-être pas aussi importants que ne le suggère la légende. Le plus important de ceux-ci concerne le chef de l’exécutif. Avant la révolution, un roi était élu à vie par les sénateurs (patres). Dorénavant, deux consuls (appelés « préteurs », praetores) sont élus par les citoyens pour un mandat annuel.
Chaque consul surveille son collègue et leurs mandats limités les exposent à des poursuites en justice s’ils abusent de leur pouvoir. Le chef de l’exécutif est investi du même niveau d’imperium (commandement) que l’ancien roi : ses pouvoirs politiques, en exercice conjoint avec son collège, ne diffèrent pas de ceux du roi. Juste après le renversement de la Monarchie, le Sénat et les assemblées législatives se retrouvent aussi impuissants que sous la Monarchie.
En 494 av. J.-C., la ville est en guerre contre deux peuples voisins. Les soldats plébéiens refusent de marcher contre l’ennemi et se retirent (secessio) sur la colline de l’Aventin : c'est la première sécession de la plèbe. Les plébéiens demandent le droit d’élire leurs propres représentants. Ils retournent finalement sur le champ de bataille après que les patriciens ont accédé à leur requête en leur permettant d’élire leurs représentants : les tribuns de la plèbe. Ces derniers sont assistés par deux édiles plébéiens. En 367 av. J.-C., les tribuns Caius Licinius Stolon et Lucius Sextius Lateranus promulguent des lois appelées lois licinio-sextiennes,. Cette loi impose l’élection d’au moins un plébéien au consulat de chaque année. En 443 av. J.-C., la censure est créée, et en 366 av. J.-C., c’est au tour de la préture et de l’édilité curule.

#### Sénat et les assemblées législatives
Durant la royauté, seuls les patriciens (patres) sont admis au Sénat. Après la révolution, les sièges vides sont tellement nombreux qu’un groupe de plébéiens (conscripti) est détaché pour occuper les places vacantes. L’ancien Sénat patricien se transforme en Sénat des patriciens et plébéiens.
Peu après la création de la République, les comices centuriates deviennent la principale assemblée législative. Les magistrats y sont élus et les lois ratifiées. Également au même moment, les plébéiens se rassemblent en comices curiates plébéiennes non officielles, à l’origine du concile plébéien (concilium plebis). Comme ils sont organisés sur la base des curies (et donc des clans), ils restent dépendants de leurs patrons. En 471 av. J.-C., le tribun Volero Publilius promulgue une loi autorisant les plébéiens à s’organiser par tribu plutôt que par curie, rendant les plébéiens politiquement indépendants. Les comices curiates plébéiennes deviennent alors les comices tributes plébéiennes.
À la suite de la ratification de toute une série de lois pendant le IVe siècle av. J.-C., force de loi est donnée aux résolutions prises par le concile plébéien (plebiscites). Avant que ces lois ne soient ratifiées, les tribuns pouvaient seulement opposer la sacrosainteté de leur personne pour bloquer les actions du Sénat, des assemblées et des magistrats.

### Guerre des ordres (367-287 av. J.-C.)
Durant les décennies suivant le passage des lois licinio-sextiennes de 367 av. J.-C. (qui impose l’élection d’au moins un plébéien au consulat de chaque année), une série de lois donnent aux plébéiens un statut politique identique à celui des patriciens. L’ère patricienne se finit définitivement en 287 av. J.-C., avec le passage des lois hortensiennes (leges Hortensiae).
Après la création de l’édilité plébéienne, les patriciens créent l’édilité curule. Au début, cette magistrature est seulement ouverte aux patriciens mais il est probable qu’elle ait été accessible aux plébéiens également. Après que le consulat a été ouvert aux plébéiens, ceux-ci acquièrent de facto le droit d’occuper à la fois la dictature et la censure (puisque seuls les consuls officiels peuvent accéder à ces magistratures). En 337 av. J.-C., le premier préteur plébéien est élu. En 342 av. J.-C., deux lois importantes sont ratifiées. Une de ces deux lois rend illégal le fait de cumuler les magistratures. L’autre loi impose un intervalle de dix ans avant qu’un magistrat ne puisse briguer une autre magistrature quelle qu’elle soit. Du fait de ces deux lois, la situation militaire devient très vite ingérable. Durant cette période, Rome continue de s’étendre en Italie et commence à prendre pied au-delà. Il devient alors nécessaire aux commandants des armées de rester en poste plusieurs années consécutives. Ce problème est résolu avec la création des pro-magistratures, qui permet, dans certains cas, à un magistrat de conserver son imperium, même après la fin de son mandat. Ce dispositif n’est clairement pas en harmonie avec l’esprit de la constitution romaine et son usage abusif finira peut-être par précipiter la fin de la République.
Au fil des ans, les tribuns et les sénateurs deviennent très semblables. Le Sénat réalise qu’il serait bon d’utiliser les tribuns pour accomplir certaines missions. Pour prendre le dessus, les sénateurs donnent aux tribuns un pouvoir important. Ceux-ci, finalement, commencent à se sentir redevables au Sénat. Les sénateurs plébéiens sont souvent capables de réserver le tribunat à un membre de leur propre famille. Le tribunat devient alors une étape importante dans toute carrière politique, ouvrant la voie vers les plus hautes magistratures.

#### Nouvelle aristocratie plébéienne
Vers le milieu du IVe siècle av. J.-C., le concile plébéien promulgue le plebiscitum Ovinium (dit aussi lex Ovinia) qui transfère le pouvoir de nommer les nouveaux sénateurs des consuls aux censeurs. Ceux-ci se chargent également de nommer les magistrats nouvellement élus au Sénat. Or, à ce moment, les plébéiens détiennent déjà un nombre important de magistratures. Il est alors probable que le nombre de sénateurs plébéiens augmente rapidement. C’est désormais une simple question de temps avant que le Sénat soit dominé par les plébéiens.
Selon ce nouveau système, les magistrats sont récompensés en devenant automatiquement membres du Sénat, mais cela reste néanmoins assez difficile pour un plébéien d’y accéder s’il n’appartient pas à une famille politique. Finalement, une nouvelle aristocratie patricio-plébéienne (nobilitas) émerge, remplaçant l’ancienne aristocratie patricienne. C’est la domination de cette noblesse patricienne qui a finalement poussé les plébéiens à mettre un terme à leur lutte pour acquérir plus de pouvoirs politiques. Néanmoins, la nouvelle noblesse est fondamentalement différente de l’ancienne. Cette dernière n’existait que parce que les hautes magistratures étaient réservées aux seuls patriciens par la force de la loi. Le changement de ces lois a fini par y mettre un terme. Désormais, la nouvelle noblesse doit son existence à l’organisation de la société de telle sorte que seule une révolution pourrait maintenant la renverser.

#### Lex Hortensia et la fin de la guerre des Ordres
En 287 av. J.-C., les conditions de vie du plébéien moyen sont devenues très dures. Cette situation semble être due à un important endettement et les plébéiens demandent à en être soulagés. Les sénateurs, dont la plupart sont leurs créanciers, refusent d’accéder à la demande des plébéiens, refus qui conduit à la dernière sécession plébéienne, sur la colline du Janicule. Pour mettre fin à ce conflit, un dictateur est nommé, il s’agit de Quintus Hortensius. Il promulgue alors une loi appelée lex Hortensia, qui met fin à l’obligation d’obtenir l’aval des sénateurs patriciens (usant de leur auctoritas patrum) avant que n’importe quel projet de loi puisse être soumis au concile plébéien ou aux comices tributes.
La lex Hortensia réaffirme également le fait que les décisions prises par le concile plébéien ont force de loi, bien que le concile ait ce pouvoir depuis 449 av. J.-C., grâce à la modification des leges Valeriae Horatiae. Le point crucial de cette loi est qu’elle enlève aux patriciens leur dernière arme permettant de s’opposer aux plébéiens. Le contrôle de l’État tombe alors aux mains, non pas de la démocratie, mais de la nouvelle noblesse.
Finalement, les plébéiens atteignent un statut politique égal à celui des patriciens. Néanmoins, le quotidien du plébéien moyen n’a pas changé ; seul un petit nombre de familles plébéiennes bénéficie d’une qualité de vie que seules les familles patriciennes connaissaient jusque-là, de sorte que ces nouveaux plébéiens aristocrates se désintéressent vite du sort du plébéien moyen, comme l’avait toujours fait l’ancienne aristocratie patricienne.

### Suprématie de la nouvelle noblesse (287-133 av. J.-C.)
La principale conséquence de la lex Hortensia est qu’elle prive les patriciens de leur dernière arme contre les plébéiens. Par conséquent, la nouvelle aristocratie plébéienne supplante l’ancienne aristocratie patricienne, résolvant par là même la grande question politique des époques précédentes. Aucun grand changement politique n’aura lieu entre 287 et 133 av. J.-C., ces années étant dominées par des guerres contre un ennemi extérieur. Ces guerres ont pour conséquences d’éliminer toute opposition au système politique. En effet, le sentiment de patriotisme des plébéiens les fait se désintéresser des affaires politiques et des réformes.
Au moment où la lex Hortensia a été promulguée, Rome est théoriquement devenue une démocratie. En réalité, Rome reste une oligarchie : les lois les plus importantes sont toujours ratifiées par le Sénat. En effet, l’élément démocratique est satisfait de la répartition des pouvoirs, mais ne cherche pas vraiment à user du sien. Le Sénat joue un rôle majeur pendant cette période, celle-ci étant dominée par des questions de politiques étrangères.
Durant cette période, les magistrats se soumettent eux-mêmes au Sénat. Comme la plupart des sénateurs occupent une magistrature, le Sénat devient lié par un fort sentiment de collégialité. De plus, les consuls présidant sont toujours choisis comme provenant du Sénat. Il devient alors improbable qu’un consul puisse se retourner contre les sénateurs. La Lex Ovinia, qui rend l’appartenance au Sénat obligatoire pour briguer une magistrature, augmente encore le prestige et le pouvoir du Sénat.
Les dernières décennies de cette période voient une aggravation de la situation économique pour de nombreux plébéiens. Les longues campagnes militaires ont forcé les citoyens à quitter leurs terres qui tombent à l’abandon. La situation est encore aggravée pendant la deuxième guerre punique quand Hannibal combat les Romains à travers toute l’Italie. L’aristocratie terrienne commence alors à les racheter à des prix très faibles et les exploite avec de la main d’œuvre bon marché (des esclaves que les guerres ont amenés à Rome), réduisant leurs coûts de production. Les autres fermiers ne bénéficiant pas de ces avantages ne peuvent plus exploiter leur terre à profit et font faillite. Les nombreux plébéiens alors sans emploi convergent vers Rome, grossissant les rangs des assemblées législatives, où leur statut économique leur permet, pour la plupart, de voter pour le candidat qui leur promet le meilleur avenir. Une nouvelle culture de dépendance apparaît qui favorisera la montée en puissance des meneurs les plus populaires.

### Des Gracques à César (133-49 av. J.-C.)
Le siècle précédent a connu d’importants succès militaires, de grandes crises économiques tandis que dans un grand élan de patriotisme, les plébéiens ne réclament plus de nouvelles réformes. La situation militaire étant désormais stabilisée, de moins en moins de soldats sont requis. Ceci, en conjonction avec l’arrivée de nouveaux esclaves importés des nouvelles provinces, augmente encore le chômage. L’afflux de citoyens sans emploi à Rome grossit encore les rangs des assemblées, rendant l’élément démocratique constamment plus agressif.

#### Tribunats des Gracques
Tiberius Sempronius Gracchus est élu tribun en 133 av. J.-C. Il tente d’appliquer une clause de l’ancienne loi licinienne qui n’avait jamais été utilisée pour limiter la quantité de terre que peut posséder un individu. Les aristocrates, risquant de perdre beaucoup d’argent, s’opposent violemment à cette manœuvre. Tiberius soumet cette loi au concile plébéien mais elle est bloquée par le veto du tribun Marcus Octavius. Tiberius utilise le concile plébéien pour le mettre en accusation. Le fait qu’un représentant du peuple puisse être renvoyé de ses fonctions quand il agit à l’encontre de la volonté du peuple est totalement contradictoire avec l’esprit de la constitution romaine. En continuant dans cette logique, on pourrait supprimer toutes les contraintes constitutionnelles à la volonté du peuple et se retrouver alors avec un état dirigé temporairement par une majorité populaire au pouvoir absolu. Sa loi aurait pu être promulguée, mais Tiberius est assassiné au moment où il se présente à sa réélection au tribunat.
Le frère de Tiberius, Caius, est élu tribun de la plèbe en 123 av. J.-C. Le principal objectif de Caius Sempronius Gracchus est d’affaiblir le Sénat et de renforcer la démocratie. Il promulgue une loi qui donne aux equites (les chevaliers, classe aisée des citoyens) la gestion des tribunaux à la place des sénateurs. Se faisant, Caius retourne contre le Sénat la classe de non-sénateurs la plus puissante.
Par le passé, le Sénat éliminait ses rivaux politiques en établissant des commissions juridiques spéciales ou en utilisant un senatus consultum ultimum. Ces deux moyens permettaient au Sénat d’outrepasser les droits que tout citoyen possédait. Caius rend illégales les commissions judiciaires et déclare le senatus consultum ultimum comme inconstitutionnel. Caius propose ensuite une loi qui donnerait aux cités italiennes alliées les mêmes droits que les citoyens romains, mais il est abandonné, les citoyens romains préférant conserver égoïstement et jalousement leurs droits. Il se présente pour un troisième mandat en 121 av. J.-C., mais est battu et ensuite assassiné. L’élément démocratique réalise finalement combien le Sénat a été affaibli.

#### Parti populaire et le parti aristocratique
En 118 av. J.-C., Micipsa, roi de Numidie, meurt. Ses deux fils naturels, Adherbal et Hiempsal, lui succèdent, ainsi que son fils adoptif, Jugurtha. Micipsa divise son royaume entre ses trois fils. Néanmoins c’est Jugurtha qui présente la personnalité la plus forte et une plus grande ouverture d’esprit. Ces traits de caractères, combinés à la vénalité et l’incompétence du sénat romain entraînent la disgrâce du nom romain et la défaite des armées romaines.
Jugurtha défait plusieurs armées romaines et soudoie plusieurs généraux romains ainsi que deux tribuns au moins. Finalement, un jeune légat du nom de Caius Marius est élu consul en 107 av. J.-C., passant outre aux objections du Sénat. Marius, originaire d’une famille politique inconnue, met rapidement un terme à la guerre. L’incompétence du Sénat et le talent de Marius y sont pour beaucoup. Le parti populaire tire avantage de la situation en s’alliant à Marius.
Après plusieurs années, un nouveau danger, incarné par le roi Mithridate du Pont, émerge en Asie. En 88 av. J.-C., une armée romaine est envoyée mais elle est défaite. Un ancien questeur de Marius, Lucius Cornelius Sulla, est élu consul pour cette année. Sylla se voit confier le commandement de la guerre contre Mithridate par le Sénat. Marius, membre du parti démocratique (populare), envoie un tribun révoquer le commandement de Sylla dans cette guerre. Sylla, membre du parti aristocratique (optimate), ramène son armée en Italie et marche sur Rome. Marius et ses soutiens fuient ou sont assassinés par Sylla. Ce dernier est tellement en colère contre le tribun de Marius qu’il promulgue une loi affaiblissant de manière permanente le tribunat. Il retourne ensuite à la guerre contre Mithridate. Sylla absent, les populares, dirigés par Caius Marius et Lucius Cornelius Cinna, reprennent le contrôle de la ville.
Le parti populare transgresse à plusieurs reprises le principe de la démocratie. Marius est réélu plusieurs fois sans respecter le délai de dix ans. Le parti avance également des individus jamais élus pour occuper des magistratures et substitue aux édits magistériels des lois populaires.
Sylla fait bientôt la paix avec Mithridate. En 83 av. J.-C., il retourne à Rome, balaie toute résistance et reprend à nouveau le contrôle de la ville. Sylla et ses soutiens éliminent la plupart des soutiens de Marius. Sylla, spectateur des conséquences violentes des réformes radicales des populares (en particulier celles passées sous Marius et Cinna) est par nature conservateur, ce conservatisme étant plus réactionnaire que visionnaire. Il cherche à renforcer l’aristocratie et donc le sénat. Sylla retient ses premières réformes qui requièrent l’approbation du Sénat avant qu’un projet de loi soit présenté au concile plébéien, qui restaure l’ancienne organisation servienne pour les comices centuriates. Il interdit ensuite aux ex-tribuns de détenir une autre magistrature et réaffirme l’obligation pour chaque individu d’attendre dix ans avant d’être réélu à une magistrature. Il établit également définitivement le cursus honorum, qui requiert d’atteindre un certain âge et un certain niveau d’expérience avant de se présenter à une magistrature.
Sylla abdique en 79 av. J.-C. et meurt un an plus tard. Tandis qu’il pensait avoir renforcé durablement l’élément aristocratique, sa propre carrière illustre un point faible de la constitution qui lui sera fatal. Finalement, c’est l’armée, et non le Sénat, qui dicte l’avenir de l’État.

#### Pompée, Crassus et Cicéron
En 77 av. J.-C., le Sénat envoie un des lieutenants officiels de Sylla, Cnaeus Pompeius Magnus, mettre un terme à une révolte en Hispanie. En 71 av. J.-C., Pompée revient à Rome après avoir achevé sa mission. À peu près au même moment, un autre lieutenant de Sylla, Marcus Licinius Crassus, met fin à une révolte servile en Italie. À leur retour, Pompée et Crassus trouvent le parti populare attaquant férocement la constitution de Sylla. Ils tentent alors de trouver un arrangement avec les populares : si Pompée et Crassus sont élus consuls en 70 av. J.-C., ils démantèleront les éléments les plus polémiques de la constitution de Sylla. Ils sont élus et modifient la constitution comme convenu.
Autour de 66 av. J.-C., un mouvement usant de moyens constitutionnels, ou du moins pacifiques, pour adresser les plaintes des différentes classes apparaît. Après plusieurs échecs, les dirigeants du mouvement décident d’utiliser n’importe quels moyens qui se révèleront nécessaire pour parvenir à leurs fins. Le mouvement se regroupe derrière un aristocrate du nom de Lucius Sergius Catilina. Catilina veut ratifier une série de réformes radicales visant à aider tous les pauvres sans exception. Le mouvement est basé dans la ville de Faesulae qui constitue un foyer récurrent de troubles ruraux. Son but est de marcher sur Rome, profitant d’un soulèvement de la population dans la ville. Après avoir assassiné les consuls et la plupart des sénateurs, Catilina aurait les mains libres pour ratifier ses réformes.
Le consul Marcus Tullius Cicero intercepte les messages envoyés par Catilina dans le but de recruter plus de membres. Les principaux conspirateurs à Rome sont alors exécutés avec l’autorisation du Sénat et le soulèvement planifié est empêché. Cicéron envoie une armée qui réduit en pièce les forces de Catilina.
La principale conséquence de la conspiration est d’avoir jeté le discrédit sur le parti populare. Les 70 années précédentes avaient été témoins d’une érosion graduelle du pouvoir des sénateurs. La nature violente de la conspiration, ajoutée à l’efficacité du Sénat pour y remédier, contribue à améliorer l’image du Sénat.

#### Premier triumvirat
En 62 av. J.-C., Pompée revient victorieux d’Asie. Le Sénat, conforté par ses succès contre Catilina, refuse de ratifier les modifications que Pompée, devenu impuissant, avait apporté à la constitution. Caius Julius Caesar, revenant à Rome après avoir occupé le poste de gouverneur d’Hispanie en 61 av. J.-C., peut alors traiter sans difficulté avec Pompée. César et Pompée, ainsi que Crassus, établissent une alliance privée, connue sous le nom de premier triumvirat. Selon cet accord, les modifications de Pompée seront ratifiées, César sera élu consul en 59 av. J.-C. puis servira ensuite comme gouverneur des Gaules pour cinq ans, et enfin, Crassus sera promis à un prochain consulat.
César devient consul en 59 av. J.-C. Son collègue, Marcus Calpurnius Bibulus, est un aristocrate radical. César soumet les lois promises à Pompée aux assemblées. Bibulus tente alors de bloquer leur ratification et pousse César à user de moyens violents (et donc illégaux) pour assurer leur passage. César se voit ensuite donner le commandement de quatre légions et est promis au poste de gouverneur de trois provinces (Gaule cisalpine, Gaule transalpine et Illyrie).
César ne souhaite pas laisser le sénat aux mains de politiciens aussi incompétents que Pompée et Crassus avant de l’avoir débarrassé de ses deux plus dangereux représentants, Caton et Cicéron. Il envoie alors Caton en mission à Chypre dans l’espoir de ruiner sa réputation. Il facilite ensuite l’élection du patricien Publius Clodius Pulcher au tribunat de 58 av. J.-C. Clodius est un dangereux démagogue et un ennemi acharné de Cicéron.
Clodius, anticipant l’offensive imminente de Cicéron, assure le passage de plusieurs lois. L’une d’elles empêche l’utilisation des auspices comme moyen de faire obstruction au concile plébéien. Il ratifie ensuite une loi rendant légaux certains groupes de nature « semi-politique » (i.e. des groupes armés). Il fait passer enfin deux lois qui bannissent Cicéron, se basant sur le fait qu’il a privé de ses droits les conspirateurs de Catilina, quand il les a fait exécuter sur ordre du Sénat.

#### Fin du premier triumvirat
Pompée et Crassus se montrent aussi incompétents que César l’avait espéré. Clodius terrorise la ville avec ses groupes armées. En fin de compte, le triumvirat est renouvelé. Pompée et Crassus se voient promettre le consulat de 55 av. J.-C., et César bénéficie de cinq années supplémentaires comme gouverneur et commandant dans la guerre des Gaules. C’est alors que la fille de ce dernier, mariée à Pompée, meurt en couches. Cet évènement vient tout remettre en cause et brise les derniers liens unissant Pompée et César.
Au début de l’été 54 av. J.-C., une vague de violence et de corruption balaie Rome. Ce chaos atteint son paroxysme en janvier 52 av. J.-C., quand Clodius est tué dans une guerre de rue. De plus, le calendrier est négligé du fait des troubles civils. Celui-ci nécessite d’être ajusté annuellement pour éviter un décalage lors de l’équinoxe de printemps. Pour corriger le décalage du calendrier, un mois est inséré à la fin de février de 52 av. J.-C. Pompée est élu unique consul pour ce mois. Cette accession à un pouvoir extraordinaire est de trop pour César.
En janvier 49 av. J.-C., un agent de César présente un ultimatum au sénat. Celui-ci est rejeté et le Sénat adopte une résolution déclarant que si César ne rend pas les armes avant juillet de cette même année, il deviendra adversus rem publicam (c'est-à-dire qu’il sera considéré comme ennemi de la République). Le 7 janvier, le Sénat promulgue un senatus consultum ultimum, investissant Pompée des pouvoirs dictatoriaux. Néanmoins, l’armée de Pompée se compose principalement de troupes inexpérimentées. César franchit le Rubicon avec son armée de vétérans et marche sur Rome. L’avance rapide de César pousse Pompée, les consuls et le Sénat à abandonner Rome et à se réfugier en Grèce. César reprend alors le contrôle de Rome sans coup férir.

### Période de transition (49-29av. J.-C.)
La période qui commence quand Jules César franchit le Rubicon en 49 av. J.-C. et se finit quand Octavien revient à Rome après Actium en 29 av. J.-C. peut être divisée en deux parties distinctes séparées par l’assassinat de César en mars 44 av. J.-C. Néanmoins, d’un point de vue constitutionnel, il n’y a pas vraiment de séparation. Les forces ayant soutenu Pompée au début de cette période se sont alliées contre Marc Antoine et Octavien en 43 et 42 av. J.-C. Les moyens constitutionnels utilisés par César pour obtenir le pouvoir avant son assassinat sont les mêmes que ceux que Marc Antoine et Octavien utiliseront après son assassinat. L’évolution de la constitution s’accélère durant cette période. En 29 av. J.-C., Rome a achevé sa transformation d’une cité-État avec son réseau de dépendances en une capitale d’un vaste empire.
Au début de sa carrière, César s’était rendu compte à quel point la république romaine était devenue chaotique et fragile. La machinerie républicaine a cédé sous le poids de l’impérialisme. Le gouvernement central est devenu impuissant. Les provinces se sont transformées en principautés indépendantes sous le contrôle absolu des gouverneurs. Avec une gouvernement central aussi faible, la corruption a pu se développer et échapper à tout contrôle. Cet état des choses a été maintenu par une aristocratie patricio-plébéienne corrompue qui ne voyait pas l’utilité de changer un système qui les avait rendus riche.
Entre le moment où il traverse le Rubicon en 49 av. J.-C. et son assassinat en 44 av. J.-C., César établit une nouvelle constitution. Celle-ci devait ramener l’ordre dans l’empire et renforcer le gouvernement central. Le premier objectif est atteint quand Pompée et ses alliés sont défaits. Désormais, César peut s’atteler au renforcement du gouvernement central. Pour atteindre cet objectif, il a besoin d’établir un contrôle incontesté sur le gouvernement. Les pouvoirs qu’il se donne lui-même seront plus tard utilisés par ses successeurs impériaux. Il s’octroie ces pouvoirs en renforçant son autorité et en affaiblissant celle de toutes les autres institutions de Rome.

#### Réformes constitutionnelles de César
César détient à la fois la dictature et le tribunat, mais alterne entre le consulat et le proconsulat. En octobre 45 av. J.-C., César quitte son poste d’unique consul et facilite l’élection de deux successeurs pour le reste de l’année. Ceci crée un précédent que suivront ses successeurs impériaux : sous l’empire, les consuls serviront pour plusieurs mois, abdiqueront et l’empereur facilitera l’élection de deux nouveaux consuls pour le reste du mandat consulaire.
En 48 av. J.-C., César se voit donner les pouvoirs tribuniciens de façon permanente qui rendent sa personne sacro-sainte. Cela l’autorise également à bloquer les décisions du Sénat par son veto et à présider le concile plébéien. Bien que les tribuns soient toujours élus par le concile plébéien, il espère pouvoir empêcher l’élection de tribuns qui pourraient s’opposer à lui. En 46 av. J.-C., César crée et détient le titre de praefectura morum. Ce titre est nouveau seulement dans son appellation. En effet, les fonctions de ce poste son identiques à celles de la censure. Par conséquent, il détient les pouvoirs censoriaux bien qu’il ne fasse pas techniquement l’objet des contrôles qu’un censeur ordinaire doit subir. Il utilise ce pouvoir pour remplir le sénat de ses propres partisans.
César élève ensuite le nombre de sénateurs à 900. Toutes les nouvelles nominations concernent des individus qui lui sont loyaux. Ceci retire son prestige à l’aristocratie sénatoriale, ce qui la rend de plus en plus subordonnée. Bien que les assemblées continuent de se réunir, il leur soumet lui-même tous les candidats pour les élections et tous les projets de loi pour leur ratification. Les assemblées deviennent alors impuissantes et incapables de s’opposer à César.
Vers la fin de sa vie, César commence à préparer la guerre contre l’empire parthe. Comme son absence de Rome aurait rendu difficile le contrôle des élections des nouveaux consuls, il promulgue une loi lui permettant de nommer tous les magistrats de 43 av. J.-C. et tous les consuls et tribuns pour 42 av. J.-C., ce qui a pour effet de transformer des représentants du peuple en représentants d’un dictateur et de retirer ce qui leur restait d’influence aux assemblées.

#### Assassinat de César et le second triumvirat
César est assassiné en 44 av. J.-C. Les motifs des conspirateurs sont à la fois personnels et politiques. La plupart d’entre eux sont des sénateurs et beaucoup lui reprochaient d’avoir retiré au Sénat une grande partie de son pouvoir et tout son prestige. Des rumeurs couraient également qui disaient que César s’apprêtait à se couronner roi et à transférer le siège du pouvoir à Alexandrie. Les griefs qu’ils retenaient contre lui restent assez vagues, tout comme l’est leur conspiration. Le fait qu’ils agissent sur des motifs flous et qu’ils n’aient aucune idée de ce qu’ils feraient après l’assassinat jouera beaucoup dans la suite des évènements.
Après l’assassinat, Marc Antoine forme une alliance avec le fils adoptif et grand neveu de César, Caius Octavianus. Avec Marcus Lepidus, ils forment une alliance connue sous le nom de second triumvirat. Ils détiennent un pouvoir équivalent à celui détenu par César sous sa constitution, de sorte que les assemblées et le sénat restent impuissants, même après que César a été tué. Les conspirateurs sont défaits lors de la bataille de Philippes en 42 av. J.-C. Marc Antoine part en Égypte à la recherche de gloire vers l’est tandis que Octavien retourne à Rome. En fin de compte, Marc Antoine et Octavien se retrouveront ennemis dans une dernière bataille, la bataille navale d’Actium où Marc Antoine est défait en 31 av. J.-C. En 30 av. J.-C., Marc Antoine se suicide. En 29 av. J.-C., Octavien revient à Rome comme maître incontesté de l’État.

## Histoire de la constitution de l’Empire
Les années qui suivent la défaite de Marc Antoine sont marquées par les réformes constitutionnelles d’Octavien qui conduisent finalement à l’abolition de la République. Bien qu’il soit vrai qu’Octavien cherche à accumuler les pouvoirs, il est vrai également que l’ancien système est devenu obsolète. Ce simple fait est la cause de beaucoup d’émoi durant le Ier siècle. Sous le règne des futurs empereurs, la constitution qu’Octavien laisse facilitera la transition vers une véritable monarchie.

### Réformes constitutionnelles d’Auguste
L’arrivée d’Octavien en 29 av. J.-C. cause une vague d’optimisme se propageant dans toute l’Italie. Aussitôt arrivé, il commence à se pencher sur les problèmes qui gangrènent Rome. Dès que ses réformes sont mises en place, sa popularité atteint de nouveaux sommets. Octavien possède désormais les appuis nécessaires pour aller plus loin.
En 36 av. J.-C., Octavien est investi des pouvoirs tribuniciens de façon permanente (tout comme l’avait fait César durant sa dictature). Quand Octavien s’oppose à Marc Antoine en 32 av. J.-C., il abandonne son statut de triumvir. Néanmoins, il est investi la même année de pouvoirs similaires à ceux qu’il vient d’abandonner.
Octavien veut renforcer sa position de maître de l’État mais éviter le destin de son père adoptif. Le 13 janvier 27 av. J.-C., Octavien rend le contrôle de l’État au Sénat et au peuple de Rome. En toute vraisemblance, Octavien avait anticipé la conséquence d’un tel transfert. Sans lui, Rome risque de nouveau de tomber dans le chaos et la guerre civile. Ni le Sénat, ni le peuple de Rome n’accepteront qu’Octavien puisse abdiquer. Le Sénat l’autorise à demeurer consul et à conserver ses pouvoirs tribuniciens. Selon cet arrangement, Octavien a désormais des collègues qui peuvent user de leur veto pour bloquer ses actions. Octavien évite alors que sa position apparaisse trop monarchique et se retrouve réintégré au sein du dispositif constitutionnel. Néanmoins, son prestige enlève tout risque de voir un de ses collègues tenter de s’opposer à lui.
Le Sénat donne ensuite à Octavien le poste unique de proconsul pour une période de dix ans. Le degré d’imperium détenu par Octavien est supérieur à celui détenu par les proconsuls ordinaires. Il a autorité sur tous les proconsuls. Sous l’ancienne république, les proconsuls gouvernaient les provinces les plus difficiles. Les légions étaient stationnées pour la plupart dans ces provinces. Par conséquent, Octavien a le contrôle d’une grande part de l’armée romaine. Octavien se voit également donné par le sénat le titre d’« Augustus ». Avec ce titre, il est fait maître de l’État par le Sénat et le peuple de Rome. Il prend aussi le titre de Princeps, ou « premier citoyen ». Il prend les pouvoirs dictatoriaux comme l’a fait son père adoptif vingt ans plus tôt tout en restant dans l’esprit de la constitution républicaine.
En 23 av. J.-C., Auguste (Octavien s’étant lui-même rebaptisé) tente de nouveau de réformer la constitution. Son statut de consul est une des causes de sa faiblesse dans cette constitution. Bien que son prestige minimise les risques de voir ses actions bloquées, ce risque demeure. De plus, la tradition impose certaines restrictions au consulat. Octavien abandonne alors le consulat et renforce ses pouvoirs tribuniciens et le proconsulat.
Le but d’Auguste est de mettre sur pied une méthode de succession. Sous la constitution d’Auguste, le sénat et le peuple de Rome détiennent le pouvoir suprême. Tous les pouvoirs spéciaux d’Auguste lui sont accordés pour des durées limitées ou à vie. Par conséquent, Auguste ne peut pas léguer ses pouvoirs à son successeur à sa mort. Tout successeur devra posséder des pouvoirs indépendants de ceux d’Auguste.
En 6 av. J.-C., Auguste donne les pouvoirs tribuniciens à son gendre Tibère. Auguste, qui n’a jamais eu grande estime de Tibère, réalise qu’il n’a plus d’autre choix que de le reconnaître comme héritier. En 13, une loi est passée, appelée lex consularis, qui lie les pouvoirs qu’Auguste détient sur les provinces à ceux de Tibère. Désormais, Les pouvoirs de Tibère, légitimes, sont équivalents et indépendants de ceux d’Auguste.

### De Tibère à Vespasien
Le principat s’achève légalement quand Auguste meurt en 14. Bien qu’Auguste ait donné à son légat Tibère le statut légal dont il a besoin pour devenir Princeps, il ne peut pas légalement le nommer Princeps lui-même. À la mort d’Auguste, Tibère prend le commandement de la garde prétorienne et utilise l’imperium que lui confèrent ses pouvoirs proconsulaires pour forcer les armées à lui porter allégeance, acceptée tout de suite par le Sénat et les magistrats.
Sous le règne de Tibère, le pouvoir d’élire des magistrats est transféré des assemblées vers le Sénat. Les assemblées sont réunies uniquement pour prendre connaissance du résultat des élections, bien qu’elles gardent théoriquement un pouvoir législatif. À la mort de Tibère, Caligula est proclamé empereur par le Sénat. Celui-ci rend temporairement le pouvoir d’élire les magistrats aux assemblées avant de faire marche arrière. Les deux jours suivant son assassinat en 41, le Sénat discute des avantages qu’il y aurait à restaurer la république. Néanmoins, l’armée fait pression pour déclarer Claude empereur. L’intérêt que Claude porte aux anciennes institutions se traduit par ses tentatives de restaurer la censure et rendre un certain degré d’indépendance au Sénat. Finalement, Claude est tué et Néron lui succède.
Un des gros inconvénients de la constitution laissée par Auguste concerne le problème de la succession. Ce point faible est violemment mis en avant durant l’année 69. Auguste avait établi une armée permanente où les soldats servaient dans la même province sur une période plus longue. Ces soldats ont alors développé un sentiment de loyauté de plus en plus fort envers leurs commandants qu’ils ne ressentent pas envers l’empereur. L’Empire est devenu en quelque sorte une union de principautés plus ou moins indépendantes. Cet état des choses, en empirant, risque de voir l’empire se disloquer.
En 68, Servius Sulpicius Galba, gouverneur de Tarraconaise (Hispania Tarraconensis), est proclamé empereur par ses troupes. À Rome, l’empereur Néron perd bientôt tous ses soutiens. Le 9 juin 68, il se suicide. Néanmoins, Galba ne se montre pas très avisé. Il perd le soutien de la garde prétorienne en ne respectant pas les promesses qu’il avait faites. Peu de temps après, le gouverneur de Germanie inférieure, Aulus Vitellius, est proclamé empereur par ses troupes alors qu’à Rome, la garde prétorienne proclame Marcus Salvius Othon empereur. En janvier 69, Galba est assassiné et le Sénat proclame Othon empereur. Celui-ci prend une armée pour affronter Vitellius en Germanie, mais il est vaincu par ce dernier et se suicide en avril 69. Vitellius est alors proclamé empereur par le Sénat. Mais un autre général, Vespasien, défait Vitellius. Ce dernier est exécuté et Vespasien est nommé Auguste, élu consul et se voit conférer les pouvoirs tribuniciens.
Ces évènements montrent l’influence des armées qui constituent en fait le « corps électoral ». Désormais, tout général victorieux peut prétendre au trône. Il devient également clair que bien que le sénat doive donner son aval pour l’installation sur le trône d’un nouvel empereur, son accord n’est qu’une question de forme.

### De Vespasien à Nerva
Le 1er juillet 69, Vespasien devient empereur. Il nomme des citoyens venant de tout l’empire au Sénat. Le Sénat perd alors le contrôle sur ses propres membres. En plus d’enlever au Sénat son prestige, et par là même son pouvoir, cet acte affaiblit également les magistratures. Néanmoins, les réformes de Vespasien renforcent l’Empire dans son ensemble. Cet honneur que l’empereur peut désormais accorder à n’importe quel citoyen devient rapidement très recherché. Les individus ayant reçu cet honneur se montrent très fiers, ce qui assure à l’empereur leur loyauté, tandis que ceux qui n’ont pas encore été honorés de la sorte tentent de gagner l’estime de l’empereur. L’une des conséquences est le renforcement du gouvernement central. Plusieurs futurs empereurs (tels que Trajan, Hadrien et Marc Aurèle) apparaîtront grâce à ces réformes.
Après la mort de Vespasien, son fils, Titus, devient empereur. Le règne de Titus ne dure pas assez longtemps pour lui permettre de modifier de manière conséquente la constitution. Néanmoins, le pouvoir du Sénat continue d’être affaibli. Domitien succède à son frère Titus en 81. Son règne est marqué par un tournant majeur vers une forme de monarchie. En 84, Domitien se nomme lui-même censeur à vie. Il utilise ses pouvoirs pour assujettir un peu plus le Sénat en contrôlant ses membres. Il modifie également une loi lui permettant de présider des procès capitaux contre des sénateurs. Toujours en 84, Domitien se nomme consul pour dix ans. La façon dont il domine son collègue illustre le degré d’impuissance atteint par le consulat.
En fin de compte, Domitien est un tyran dont le caractère rend cette tyrannie négative. Ces traits de caractères dérivent en partie de sa propre paranoïa, attisée par le fait qu’il n’a pas de fils. N’ayant pas d’héritier évident, il risque constamment d’être renversé. Une fois de plus, le problème de succession se montre mortellement dangereux puisqu’en septembre 96, Domitien est assassiné.

### De Nerva à l’abolition du principat
Environ à la même époque, l’empire commence à s’affaiblir. Le recrutement militaire devient difficile, l’inflation se révèle problématique et l’empire va droit à la faillite. Durant cette période, le gouvernement se transforme, petit à petit mais sans doute possible, en monarchie. Commode, en particulier, illustre bien l’utopie que représente désormais le partage des pouvoirs entre l’empereur et le Sénat. Celui-ci est devenu complètement impuissant. La réorganisation bureaucratique d’Hadrien renforce un peu le sénat en transférant la plupart de ses fonctions dans la nouvelle bureaucratie.
Marcus Cocceius Nerva devient empereur après le meurtre de Domitien. Son règne, qui ne dure que deux ans, est trop court pour apporter de grosses modifications à la constitution. Néanmoins, il fait marche arrière concernant certains abus dont ses prédécesseurs sont responsables. Par exemple, il met un terme (durant son règne du moins) aux poursuites en justice pour irrespect envers l’empereur. En 97, Nerva adopte Marcus Ulpius Trajanus, qui est alors gouverneur de la Germanie supérieure. Quand Nerva meurt en janvier 98, la succession se déroule sans heurt. Trajan refuse de présider les procès capitaux contre les sénateurs et respecte la liberté de parole durant les réunions du sénat. Il est hors de Rome pendant des durées tellement longues que le sénat finit même par regagner quelques pouvoirs législatifs indépendants. De plus, Trajan se montre respectueux envers les magistratures républicaines en ne détenant que pendant quatre ans le titre de consul sur les 19 années de son règne.
Hadrien succède à Trajan comme empereur. Son plus important changement de la constitution est la création d’un système bureaucratique. Dans ce système, le rôle de chaque magistrat est clairement défini et de nombreuses fonctions qui avaient été abandonnées par le passé, telles que la perception des taxes, sont de nouveau gérées par l’État. Hadrien meurt peu de temps après avoir adopté Antonin le Pieux, en faisant son héritier. Celui-ci ne modifie pas la constitution et fait de Marc Aurèle son héritier en 161, avant de mourir.
Le retour au principe de la collégialité constitue le changement majeur de la constitution durant le règne de Marc Aurèle. Il fait de Lucius Verus son coempereur. Ce dernier gouverne la partie est de l’empire tandis que Marc Aurèle s’occupe de la partie ouest. En 169, Verus meurt. En 176, Marc Aurèle nomme comme nouveau coempereur son propre fils, Commode. Celui-ci devient empereur à la mort de son père en 180. Sa tyrannie ravive les plus mauvais souvenirs qu’avaient laissés les derniers empereurs juliens. Il accapare des pouvoirs qu’il ne détient pas légalement de façon beaucoup plus directe que ses prédécesseurs. Il est assassiné en 192.
Plus aucune réforme constitutionnelle n’a lieu pendant le principat. Le seul fait marquant reste la dérive continue vers la monarchie. À partir de 235, avec le règne de l’empereur barbare Maximin le Thrace, l’empire traverse une période de tensions graves sur les plans tant militaire qu’économique. Cette crise s’achève avec l’arrivée au pouvoir de l’empereur Dioclétien en 284 et l’abolition du principat.

## Histoire de la constitution du Bas-Empire
Quand Dioclétien devient empereur en 284, il hérite d’une constitution qui ne fonctionne plus. Dioclétien fait alors passer les plus importantes des réformes depuis celles d’Octavien, tentant de corriger les erreurs de la constitution. Avec ces réformes, l’espoir du retour de la République est définitivement perdu et le principat est aboli. À la place, Dioclétien établit un système que les historiens modernes appellent « dominat ».
Entre la mort de Septime Sévère en 211 et l’accession au trône de Dioclétien en 284, vingt-trois empereurs se sont succédé, tous ont été assassinés. La plupart de ces empereurs doivent leur accession au trône à la force des armes. Ce problème dérive du fait qu’il n’existe pas de mécanismes universellement reconnu facilitant la succession. L’absence d’un tel mécanisme légitime le recours aux armes comme outil pour renverser le pouvoir en place et installer un nouvel empereur.
Dioclétien ressuscite le système que Marc Aurèle avait déjà utilisé et divise l’empire en deux. Chaque partie est dirigée par un des deux coempereurs, appelés Augusti. Il revient ensuite sur le système de succession créé par Hadrien et s’assure que chaque empereur nommera son successeur au début de son règne. Il appelle ce successeur le César. Dioclétien crée ensuite un système bureaucratique similaire à celui fondé par Hadrien. Chaque poste dans ce système a des responsabilités bien définies, un rang et tout un panel de promotions possibles. Dans ce système administratif, Dioclétien suit l’exemple de ce qu’avait mis en place Domitien et divise l’empire en petites unités administratives. Dioclétien a simplement repris des concepts déjà existants, les rassemblant en une unique constitution.
Quand Dioclétien abdique, une période de chaos s’ensuit. Néanmoins, après que ce chaos s'est dissipé, la plupart de ces réformes restent en place. Cette constitution survivra jusqu’à la chute de l’Empire romain en 476.